# زنبور صغير
زنبور صغير أو دَبْر صغير أو زُرقطة صغيرة أو نَسُّوحَة صغيرة (الاسم العلمي Polistes gallicus)، نوع من الزنبور الصغير القد. ذكره يطول من 13 إلى 16 مم. أنثاه من 15 إلى 17 وعاملته من 10 إلى 14. ثوبه أسود اللون يعلوه تقبيج أصفر. خشاءه صغير القد، قرصي الشكل، يقيمه على الجنبات والأشجار الدغلة يركزه على دعامة وحيدة قصيرة. ثوله لا يعج أكثر من 50 قوته الثمار السكرية والديدان وبعض الحشرات واللحم.